# Константиновка (Спасский район)
В Октябрьском районе Приморья тоже есть село Константиновка
Константи́новка — село в Спасском районе Приморского края. Входит в состав Хвалынского сельского поселения.

## География
Село Константиновка стоит несколько восточнее (менее 1 км) автотрассы «Уссури». Напротив перекрёстка к селу Константиновка — перекрёсток к селу Анненка.
В 4 км южнее села Константиновка находится село Буссевка, далее выезд на автотрассу Спасск-Дальний — Яковлевка — Варфоломеевка.
Расстояние до Спасска-Дальнего около 14 км.
В окрестностях села Константиновка протекают правые притоки реки Одарка.

## Население
| 1912 | 1915 | 1923 | 1926 | 2002 | 2003 | 2010 |
| ---- | ---- | ---- | ---- | ---- | ---- | ---- |
| 556  | ↗581 | ↘572 | ↗604 | ↘186 | ↘161 | ↘130 |

## Улицы
| - ул. Верхняя, - ул. Заречная, - ул. Зелёная, - ул. Средняя, - ул. Центральная. |

## Экономика
Сельскохозяйственные предприятия Спасского района.